# Vítovt Putna

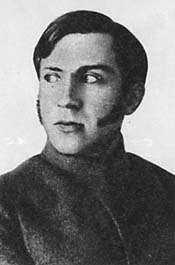
Komkor Vítovt Putna

Vítovt Kazimírovich Putna (del ruso: Витовт Казимирович Путна), en lituano: Vytautas Putna, nació el 31 de marzo de 1893 en el pueblo de Maskantsy, en la Gubernia de Vilna, militar del Ejército Rojo que llegó a alcanzar el grado de Komkor, siendo ejecutado el 12 de julio de 1937 por el Caso de la Organización Militar Trotskista Antisoviética. 

## Biografía
Nació en una familia de campesinos lituanos, en la zona de Moletskei, en la Gubernia de Vilna. Se gradúa en la escuela comercial y artesanal de Riga. En 1913 se inicia en la actividad revolucionaria, siendo detenido. Se formó en la escuela de abanderados, graduándose en 1917, y en los cursos de Estado Mayor de la Academia Militar, graduándose en 1923. 
En 1915 es reclutado en el ejército, y lucha en la Primera Guerra Mundial como jefe de batallón. En febrero de 1917 ingresa en el partido bolchevique, y en abril de 1918 ingresa en el ejército.
Desde mayo de 1918 es el Comisario Militar de la región de Vítebsk. En el verano y otoño de 1918 está al mando de la 1.ª División de Smolensk (luego transformada en la 26.º División de Fusileros) en el frente oriental. Desde mayo de 1919 estuvo al mando del 228.º Regimiento de Carelia, encuadrado en la 26.ª División de Fusileros, participa en la batalla de Cheliábinsk, en la que el regimiento de Putna es premiado con la Orden de la Bandera Roja. En diciembre de 1919 mandó la 27.ª División de Fusileros, que destruyó los restos del ejército de Aleksandr Kolchak. Después se traslada al frente occidental, luchando contra los polacos.
Después de la guerra, manda las tropas estacionadas en la zona del bajo Volga, encargándose de su instrucción y entrenamiento. Participa en la represión de la Rebelión de Kronstadt en 1921, y en la lucha contra el "gansterismo" en el bajo Volga.
En 1923 apoyó a la oposición de izquierda (trotskista), pero abandonándola rápidamente. Entre 1924 y 1927 se dedica a tareas de Estado Mayor y administración central del Ejército Rojo.
Entre 1927 y 1931, es el agregado militar en Japón, Finlandia, Alemania y Gran Bretaña.
Entre 1931 y 1934 tiene el mando del Cuerpo de Ejército y de las tropas del Krai de Primorie, en el Lejano Oriente ruso. Entre 1934 y 1936 es el agregado militar en Gran Bretaña.
Por los méritos en la Guerra Civil Rusa, es condecorado tres veces con la Orden de la Bandera Roja, una en 1920 y dos en 1921.

## Arresto y ejecución
Es llamado a Moscú, y detenido el 12 de agosto de 1936, y mediante torturas se confiesa culpable del cargo de participar en el Caso de la Organización Militar Trotskista Antisoviética, junto con Mijaíl Tujachevski, Iona Yakir y Ieronim Uborévich. Es sentenciado a la pena capital por el Tribunal Especial de la Corte Suprema de la URSS el 11 de junio de 1937, siendo ejecutado inmediatamente.
Es rehabilitado en 1957.